# The Trip (1967)
The Trip is een Amerikaanse dramafilm uit 1967 onder regie van Roger Corman.

## Verhaal
De regisseur Paul Groves krijgt een depressie na zijn echtscheiding en hij besluit om lsd te gaan gebruiken. Op die manier wil hij weer greep krijgen op zijn geest. Tijdens zijn hallucinaties ervaart hij echter vooral vreemde gebeurtenissen.

## Rolverdeling
| Acteur           | Personage    |
| ---------------- | ------------ |
| Peter Fonda      | Paul Groves  |
| Susan Strasberg  | Sally Groves |
| Bruce Dern       | John         |
| Dennis Hopper    | Max          |
| Salli Sachse     | Glenn        |
| Barboura Morris  | Flo          |
| Judy Lang        | Nadine       |
| Luana Anders     | Serveerster  |
| Beach Dickerson  |              |
| Dick Miller      | Cash         |
| Caren Bernsen    | Alexandra    |
| Katherine Walsh  | Lulu         |
| Michael Nader    |              |
| Bárbara Ransom   | Helena       |
| Michael Blodgett | Geliefde     |